# Jhon Mario Ramírez
Jhon Mario Ramírez (Bogotá, 2 de diciembre de 1971-Tunja, 26 de junio de 2021) fue un futbolista y entrenador de futbol colombiano. Iba a ser el encargado de dirigir a Patriotas Boyacá antes de fallecer.

## Legado deportivo
Su hijo Mateo Ramírez debutó como futbolista profesional días después de su fallecimiento en un partido entre Patriotas Boyacá y Millonarios.

## Trayectoria

### Como jugador

#### Inicios
Jhon Mario Ramírez nació en el barrio Cazucá del municipio de Soacha, pero fue registrado en la ciudad de Bogotá. Realizó su proceso de formación entre las diferentes categorías de la Selección de fútbol de Bogotá, el equipo Apuestas Monserrate y las Divisiones menores de Millonarios. 

#### Millonarios
En Millonarios tuvo su primer acercamiento en el plantel profesional en la temporada 1991 estando reservado por el entrenador Luis Augusto García para jugar la liga mientras hacia parte de las divisiones menores, aunque no fue convocado a ningún encuentro.
En el primer semestre de 1992 el nuevo entrenador del equipo Moisés Pachón le comunica que no contaría con él por lo que se marcha del equipo, recalcando en el Club Deportivo El Cóndor en la segunda edición del Torneo de Ascenso donde es dirigido por Germán Gutiérrez de Piñeres allí llega a disputar un partido en la ciudad de Girardot. Meses después con el despido de Pachón, Jhon Mario retorna a Millonarios bajo la dirección técnica de Miguel Augusto Prince.
Jhon Mario debutó con el equipo embajador gracias a Prince el día el 14 de octubre de 1992 frente al Atlético Bucaramanga, rápidamente se convirtió en jugador destacado al punto que con muy pocos partidos jugados en el profesionalismo llegó a ser el suplente de Carlos Valderrama en la Selección de fútbol de Colombia.
Con Millonarios disputó un total de 167 partidos (148 Liga, 15 Copa Libertadores y 4 Copa Merconorte) en los que convirtió 21 goles (20 en liga y 1 en libertadores).

#### Otros clubes y retiro
Años más tarde, tras no concretarse las ofertas que tuvo para jugar en el Santos Laguna de México, Unión Española de Chile, y la negociación de su ficha directamente en la MLS; además de rechazar en varias ocasiones las jugosas propuestas salariales del Atlético Nacional decide tomar nuevos rumbos.
De esta manera, John Mario pasaría al Independiente Medellín en 1998 con el DT Pecoso Castro, al siguiente año con el entrenador Cheche Hernández llega al Deportivo Cali y es subcampeón de la Copa Libertadores siendo suplente de Mayer Candelo.
Comenzando el siglo ficha con el Deportes Tolima en donde es despedido sin justa causa  y vuelve a coincidir con el entrenador Diego Umaña con quien había tenido discrepancias años atrás.
Ya sin mayor trascendencia estaría con Jorge Luis Pinto en el Atlético Bucaramanga, con Carlos Mario Hoyos en el Deportes Quindio, con Alberto Gamero en Boyacá Chicó y el Bogotá FC. Finalmente se retiró siendo dirigido por Edgar Ospina en el Deportivo Pereira.
Para la temporada 2008 luego de superar una dura etapa de alcoholismo decide culminar su carrera como jugador. Después de su retiro se convirtió en guía espiritual y entrenador de fútbol en escuelas de formación.

### En la dirección técnica
En 2010 regresa a Millonarios en una función de coach (deportivo y espiritual) por pedido del entrenador Richard Páez, conquistando el título de la Copa Colombia 2011. 
Luego durante una década se preparó académicamente y comenzó a tener sus primeras experiencias dirigiendo a varios clubes del Torneo del Olaya, como Monserrate, Centenario, entre otros.
En mayo de 2021 es confirmado como nuevo entrenador del Patriotas Boyacá en reemplazo del español Abel Segovia, siendo esta su primera etapa como entrenador a nivel profesional.

## Selección nacional
John Mario Ramírez estuvo en el listado de preconvocados con la Selección de fútbol sub-20 de Colombia para el Campeonato Sudamericano Sub-20 de 1991, pero no fue convocado.[cita requerida]
Internacionalmente jugó con la Selección de fútbol de Colombia de mayores un total de cinco partidos con dos goles anotados.

#### Goles
| 1 | 1 de noviembre de 1996 | Shea Stadium, Nueva York, Estados Unidos | Honduras | 1 - 1 | 2 - 1 | Amistoso |
| 2 | 24 de agosto de 1997   | Estadio Nacional, Lima, Perú             | Perú     | 1 - 1 | 1 - 2 | Amistoso |

### Participaciones enEliminatorias al Mundial
| Eliminatoria                          | Sede del Mundial | Posición      | Resultado   | PJ | GA | Asis |
| ------------------------------------- | ---------------- | ------------- | ----------- | -- | -- | ---- |
| Eliminatorias Mundial de Francia 1998 | Francia          | 3°lugar 28pts | Clasificado | 1  | 0  | 0    |

## Fallecimiento
El 11 de junio de 2021, el club Patriotas Boyacá reportó que cinco miembros del plantel dieron positivo de COVID-19 por pruebas PCR, uno de ellos fue John Mario Ramírez. Días después fue hospitalizado y fue atendido en la UCI del Hospital Universitario San Rafael en Tunja. El 26 de junio de 2021 falleció a causa de complicaciones por la enfermedad.

## Clubes

### Como jugador
| Club                   | País      | Año                | Partidos    | Goles       |
| ---------------------- | --------- | ------------------ | ----------- | ----------- |
| Millonarios            | Colombia  | 1992 - 1998 y 2001 | 167         | 21          |
| Independiente Medellín | Colombia  | 1998               | 14          | 4           |
| Deportivo Cali         | Colombia  | 1999               | 12          | 2           |
| Deportes Tolima        | Colombia  | 1999               | 4           | 0           |
| Deportes Quindío       | Colombia  | 2000               | 11          | 0           |
| Atlético Bucaramanga   | Colombia  | 2001               | 7           | 2           |
| El Cóndor              | Colombia  | 2002               | Desconocido | Desconocido |
| Carabobo               | Venezuela | 2003               | Desconocido | Desconocido |
| Santa Fe               | Colombia  | 2003               | 19          | 2           |
| Cúcuta Deportivo       | Colombia  | 2004 - 2005        | Desconocido | Desconocido |
| Boyacá Chicó           | Colombia  | 2005 - 2006        | 19          | 3           |
| Bogotá F. C.           | Colombia  | 2007               | 17          | 2           |
| Deportivo Pereira      | Colombia  | 2008               | Desconocido | Desconocido |

### Otros cargos
| Club        | País     | Año       | Asistente de | Rol                |
| ----------- | -------- | --------- | ------------ | ------------------ |
| Millonarios | Colombia | 2010-2012 | Richard Páez | Coaching deportivo |

### Como entrenador
| Club             | País     | Año  |
| ---------------- | -------- | ---- |
| Patriotas Boyacá | Colombia | 2021 |

## Palmarés

### Copas internacionales
| Título          | Club        | País     | Año  |
| --------------- | ----------- | -------- | ---- |
| Copa Merconorte | Millonarios | Colombia | 2001 |

### Subtítulos
| Subtítulos                    | Club        | País     | Año     |
| ----------------------------- | ----------- | -------- | ------- |
| Campeonato colombiano 1994    | Millonarios | Colombia | 1994    |
| Campeonato colombiano 1995-96 | Millonarios | Colombia | 1995-96 |